# Mutuípe (kommun)
Mutuípe är en kommun i Brasilien.   Den ligger i delstaten Bahia, i den östra delen av landet, 900 km öster om huvudstaden Brasília. Antalet invånare är 21 466.
Följande samhällen finns i Mutuípe:
- Mutuípe

Omgivningarna runt Mutuípe är en mosaik av jordbruksmark och naturlig växtlighet. Runt Mutuípe är det ganska glesbefolkat, med 42 invånare per kvadratkilometer.